# الزام الناصب
در دایره المعارف تشیع دربارهٔ این کتاب چنین آمده است:{{نقل قول|
الزام الناصب، کتابی کلامی در شرح احوال امام زمان و اثبات وجود آن حضرت با دلایل عقلی، احادیث متواتر نبوی و امامی و فضایل امامان دوازده گانه و شرح غیبت صغری و کبرای امام زمان و نایبان خاص و عام آن حضرت، علایم ظهور او و رویدادهای پس از ظهور مانند گستردن دادگری در سراسر روی کره زمین و رجعت  پیامبران و امامان وجز اینها. نویسندهٔ کتاب، شیخ علی بن زین العابدین پارچینی یزدی حایری (م۱۳۳۳ ق) است. این کتاب در سال ۱۳۵۲ ق در ایران به طریقهٔ سنگی به چاپ رسیده است. این کتاب یکی از آثار مهم استدلالی امامت شیعیان به ویژه در باب امام زمان است.

## منبع‌ها
1. ↑  دایره المعارف تشیع، ج2، ص309.